# Mariola Przyjemska
Mariola Przyjemska (ur. 23 sierpnia 1963 w Warszawie) – polska artystka zajmująca się malarstwem i fotografią; autorka instalacji i obiektów.
Laureatka artystycznej Nagrody Sztuki im. Marii Anto i Elsy von Freytag-Loringhoven w 2021 oraz laureatka Nagrody im. Wojtka Falęckiego w 2024.

## Życiorys
Urodziła się 23 sierpnia 1963 roku w Warszawie. Mając 6 lat wyjechała wraz z rodzicami do Czechosłowacji, skąd wróciła do Polski w 1976. W latach 1983–1988 roku studiowała na wydziale malarstwa warszawskiej Akademii Sztuk Pięknych. Dyplom obroniła w pracowni prof. Tadeusza Dominika, aneks u prof. Ryszarda Winiarskiego. W 1992 otrzymała prywatne stypendium Carla Catellani w Modenia, a w 1996 stypendium Arts Links w Nowym Jorku.

## Twórczość
Mariola Przyjemska należy do grona artystów lat 90., którzy kształtowali obraz sztuki polskiej okresu transformacji. W pierwszej połowie dekady zaczęła podejmować w swoich pracach temat modeli współczesnej konsumpcji. Początki jej twórczości to głównie prace malarskie, które w 1994 porzuciła na rzecz kolorowej fotografii. Artystka zaczęła również w tym czasie fotografować preparowane metki z ubrań (głównie ze swojej bogatej kolekcji, która liczyła kilka tysięcy) i wykonywać tzw. "preparaty", czyli niewielkie obiekty wykonane z pleksi, w której zatopione były, niczym owady w bursztynie, oryginalne metki.
W swoich obrazach i fotografiach krytycznie przygląda się przemianom modeli konsumpcji oraz pozycji społecznej kobiet. W kręgu jej zainteresowań jest także przemiana krajobrazu Warszawy – wyrastające za oknem pracowni artystki drapacze chmur zamieniają się w jej pracach na synonimy luksusu, jakimi są drogie kosmetyki, które utrwala w swoich pracach jako budynki-gadżety.
Wspólnie ze Zbigniewem Liberą prowadziła legendarny artystyczny klub „Aurora” na warszawskim Powiślu – jedno z najważniejszych miejsc życia artystycznego w Polsce na początku XXI wieku.
Jej oryginalne prace znajdują się w kolekcjach polskich i zagranicznych instytucji wystawienniczych.

### Wybrane wystawy
Indywidualne
- 2025: What a wonderful world, Galeria Ewa Opałka[8]
- 2023: Trick at Mecone, Galeria Ewa Opałka / Fundacja Razem Pamoja, Warszawa[9].
- 2022: MARIOLA PRZYJEMSKA: Konsumpcja, konstrukcja i melancholia, Zachęta – Narodowa Galeria Sztuki, Warszawa[10]
- 2020: Avenue Of The Winners, Galeria Pola Magnetyczne, Warszawa
- 2012: Osobni pribeh ze zeme prehrad, Ceska Skalice, Czechy
- 2008: Mariola Przyjemska - Obrazy 07-08, Galeria Le Guern, Warszawa
- 2006: Sektor 9, Galeria Le Guern, Warszawa
- 2004: Mariola Przyjemska 2004, Galeria Podlaska, Biała Podlaska
- 2001: Prace z lat 1995-2001, Galeria Kronika, Bytom
- 2001: Prace z lat 1995-2001, D’Arcy Masius Beneton & Bowles, Warszawa
- 1998: Plastlaminererade fotografier, Art Center Replica, Stockholm
- 1996: Frontfix - Laminated Photographs & Speciments, Thomas Blackman Exhibition Space, Chicago
- 1995: Prace z lat 1994-1995, CSW Zamek Ujazdowski, Warszawa
- 1994: Prace, BWA Galeria Arsenał, Białystok
- 1992: A kiedy wróci, Galeria Młodych, Warszawa
- 1991: Id est, Galeria Gama, Warszawa
- 1990: Alfa, Omega był, jest, przychodzi, Galeria Dziekanka, Warszawa
- 1988: By miłość i wiara stały się również moim udziałem, Galeria Dziekanka, Warszawa

Zbiorowe
- 2023: Wariatka na strychu: szaleństwo i twórczość kobiet, Galeria Ewa Opałka / Fundacja Razem Pamoja, Warszawa[11]
- 2020: 12. Warszawa w Budowie: Coś wspólnego, Muzeum Sztuki Nowoczesnej, Warszawa[12]
- 2009: Uroki władzy, VI Biennale Fotografii, Galeria Miejska Arsenał, Poznań; Schizma, sztuka polska lat. 90., CSW Zamek Ujazdowski, Warszawa[13]
- 2007: Dowcip i władza sądzenia (asteizm w Polsce), CSW Zamek Ujazdowski, Warszawa; 2nd Ars Baltica, Galeria OTSO, Tapiola
- 2006: W Polsce, czyli gdzie, CSW Zamek Ujazdowski, Warszawa
- 2005: Egocentryczne, niemoralne, przestarzałe. Współczesne wizerunki artystów, Narodowa Galeria Sztuki Zachęta, Warszawa;
- 2004: INC. Sztuka wobec korporacyjnego przejmowania miejsc publicznej ekspresji, Galeria XX1, Warszawa
- 2003: Sztuka w mieście. Zewnętrzna Galeria AMS 1998-2002, Narodowa Galeria Sztuki Zachęta, Warszawa; Bunkier Sztuki, Kraków; CSW Łaźnia, Gdańsk; Galeria Miejska Arsenał, Poznań
- 2002: Pejzaż semiotyczny, Charim Galerie, Wiedeń
- 2001: Kobieta o kobiecie, Galeria Bielska BWA, Bielsko-Biała
- 2000: Can You hear me, 2nd Ars Baltica Triennale of Photographic Art, Kunsthalle Rostock; Kunst Haus Dresden; Bergens Kunstforening, Bergen; Stadtgalerie im Sophienhof, Kiel; Contemporary Art Vilnius; Galleria Otso, Espoo
- 1999: Different Voices, Konsulat Polski, Nowy Jork; Kent State University, Ohio; Bowling Green State University, Ohio; Salina Arts Centre, Salina, Kansas; The Polish Museum, Chicago; Farewell from The 20th Century, Ludwig Museum, Budapeszt; Generacje, Fundacja Galerii Puszkińska 10, Petersburg;
- 1997: Transformator emocji, Budapeszt Galery, Budapeszt
- 1996: Despite / Difference, Herbert Read Galery; Kent Institute of Art & Design, Canterbury; Libera, Przyjemska, Stańczak, Skuc Gallery, Ljubljana; Likovni Salon, Celje
- 1995: Rysunek, pierwszy zapis, Królikarnia, Warszawa; New I's for New Years, Kunstlerhaus Bethanien, Berlin
- 1994: II Krajowa Wystawa Malarstwa Młodych, BWA, Wrocław; Punkty odniesienia, Instytut Polski, Budapeszt
- 1990: 15. Festiwal malarstwa, Zamek Książąt Pomorskich, Szczecin
- 1989: Uczucia, Galeria Dziekanka, Warszawa
- 1987: Kobiety w sztuce, Galeria Dziekanka, Warszawa; What now, Galeria El, Elbląg

### Nagrody
- Nagroda Sztuki im. Marii Anto i Elsy von Freytag-Loringhoven, 2021[3] – przyznana za wybitne osiągnięcia i podejście artystyczne dla polskiej Artystki[2]
- Nagroda im. Wojtka Falęckiego, 2024[4] – przyznana za wystawę Trick at Mecone w Ewa Opałka Gallery, gdzie zaprezentowała fotografie inspirowane antykiem.